# アレクセイ・プロクロロフ
アレクセイ・プロクロロフ（Alexey Alexeyevich Prokurorov、ロシア語: Алексе́й Алексе́евич Прокуро́ров、1964年3月25日 - 2008年10月10日）は、ロシア・ソビエト連邦社会主義共和国ヴラジーミル州Mishino近郊の村出身のクロスカントリースキー選手。1980年代から1990年代にソビエト連邦およびロシア代表として活躍した。

## プロフィール
1987年3月1日の30kmのレースでクロスカントリースキー・ワールドカップ初勝利、1988年カルガリーオリンピックでは30kmで金メダル、4×10kmリレーで銀メダルを獲得した。
ノルディックスキー世界選手権では、1997年30km金、同10km銀、1989年50km、1993年リレー、1995年30km、1997年複合パシュートで銅メダルの合計6個のメダルを獲得した。
ホルメンコーレンスキー大会の50kmで1993年と1998年の2回優勝、1998年にはホルメンコーレン・メダルを受章した（フレッド・ボーレ・ルンベルク、ラリサ・ラズチナ、ハッリ・キルヴェスニエミと同時受章）。クロスカントリースキー・ワールドカップではホルメンコーレンスキー大会の2勝を含む通算9勝(2位6回、3位7回）、
ワールドカップ総合は1994-1995シーズンと1995-1996シーズンの4位が最高位だった。他にロシア選手権で計13個のタイトルを獲得している。
1998年長野オリンピックと2002年ソルトレークシティオリンピックではロシア選手団の旗手を務めた。
2001-2002シーズン終了後現役を引退、その後ロシア女子クロスカントリーナショナルチームのチーフコーチを4年間務めた。
2008年10月10日、プロクロロフは地元ヴラジーミル州で、道路を横断中に酒気帯び運転の車にはねられて死亡した。